# Syncarpha affinis
Syncarpha affinis là một loài thực vật có hoa trong họ Cúc. Loài này được (B.Nord.) B.Nord. miêu tả khoa học đầu tiên năm 1989.